# 尉詡
尉 詡（うつ く、生没年不詳）は、北魏の官僚。名が孝明帝の諱に触れることから、『魏書』では「羽」と書かれ、『北史』では「翊」と書かれた。本貫は代郡。
尉元の子として生まれた。秘書中散・駕部令を初任とした。主客給事に転じ、通直散騎常侍の位を加えられ、殿中尚書を代行し、侍中を兼ねた。493年（太和17年）、父が死去すると職を去って喪に服した。喪が明けると本官に復職し、山陽郡開国公の爵位を嗣ぎ、平南将軍の号を加えられた。孝文帝が自ら百官を考査すると、尉詡は怠惰であるとして、尚書を代行したまま通直散騎常侍から長兼常侍に降格され、俸禄1周を剥奪された。洛陽への遷都がおこなわれると、山陽郡は畿内にあることから、博陵郡開国公に改封された。後に征虜将軍・恒州刺史となった。死去すると、征虜将軍・恒州刺史の官をそのまま追贈された。諡は順といった。

## 子女
- 尉景興（? - 504年、後嗣。贈兗州刺史。男子がなく、弟の尉景儁が後を嗣いだ）
- 尉景儁（兄の死後、爵位を嗣いだ。員外散騎常侍。延昌年間、国吏の死について罪に問われて杖刑を受け、深沢県開国公に降封された）

## 伝記資料
- 『魏書』巻50 列伝第38
- 『北史』巻25 列伝第13